# Unterensingen
Unterensingen är en kommun och ort i Landkreis Esslingen i regionen Stuttgart i Regierungsbezirk Stuttgart i förbundslandet Baden-Württemberg i Tyskland.
Kommunen ingår i kommunalförbundet Stadt Nürtingen tillsammans med kommunerna Frickenhausen, Großbettlingen, Nürtingen, Oberboihingen och Wolfschlugen.